# Couepia eriantha
Couepia eriantha är en tvåhjärtbladig växtart som beskrevs av Joseph Dalton Hooker och Richard Spruce. Couepia eriantha ingår i släktet Couepia och familjen Chrysobalanaceae. Inga underarter finns listade i Catalogue of Life.